# Mammillaria erythrosperma
Mammillaria erythrosperma (укр. Мамілярія червононасіннева, Мамілярія ерітросперма) — сукулентна рослина з роду мамілярія (Mammillaria) родини кактусових (Cactaceae).

## Етимологія
Видова назва походить від лат. erythrosperma — червононасіннева.

## Ареал

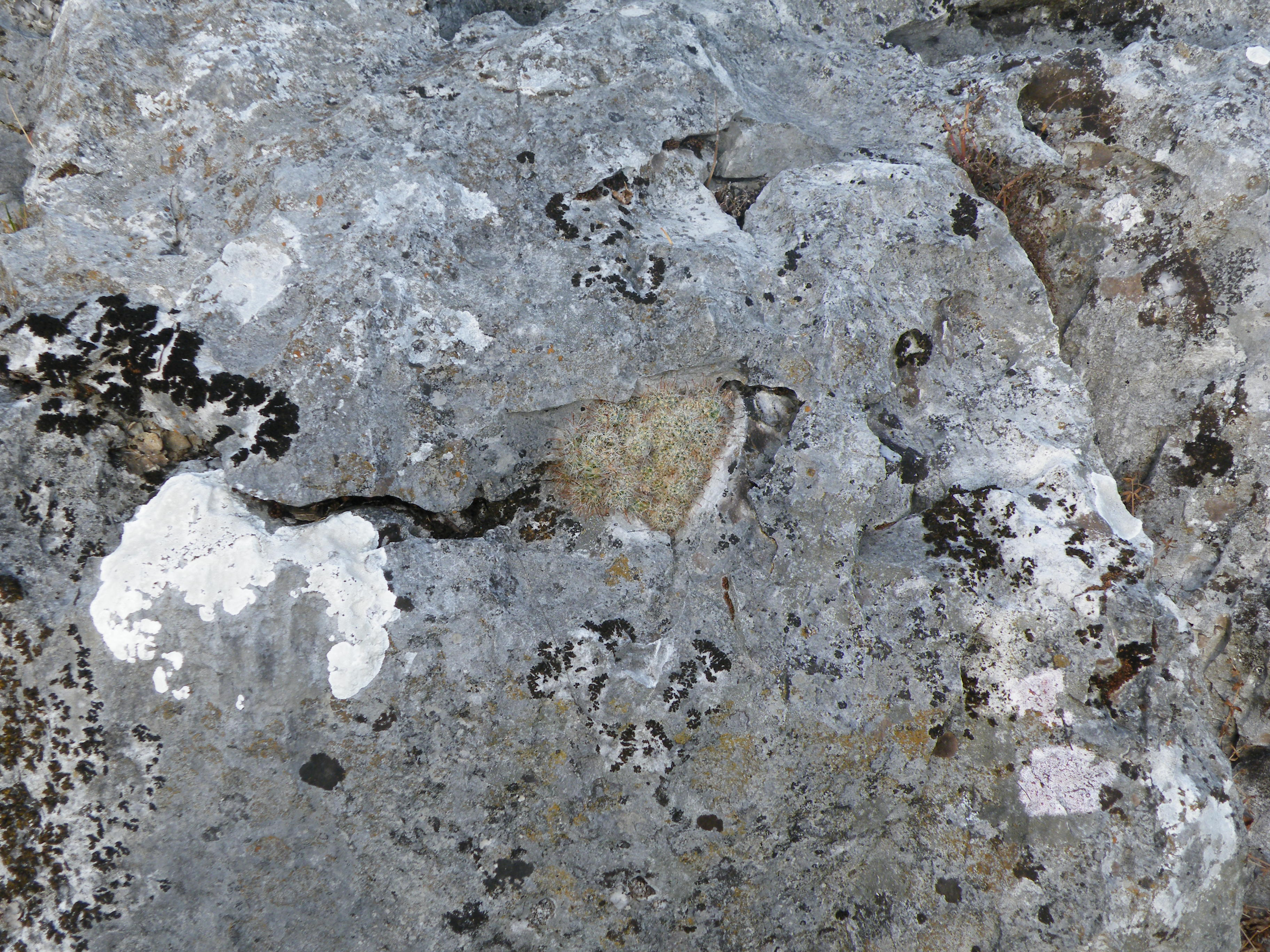
Mammillaria erythrosperma в природному ареалі в Долині Привидів

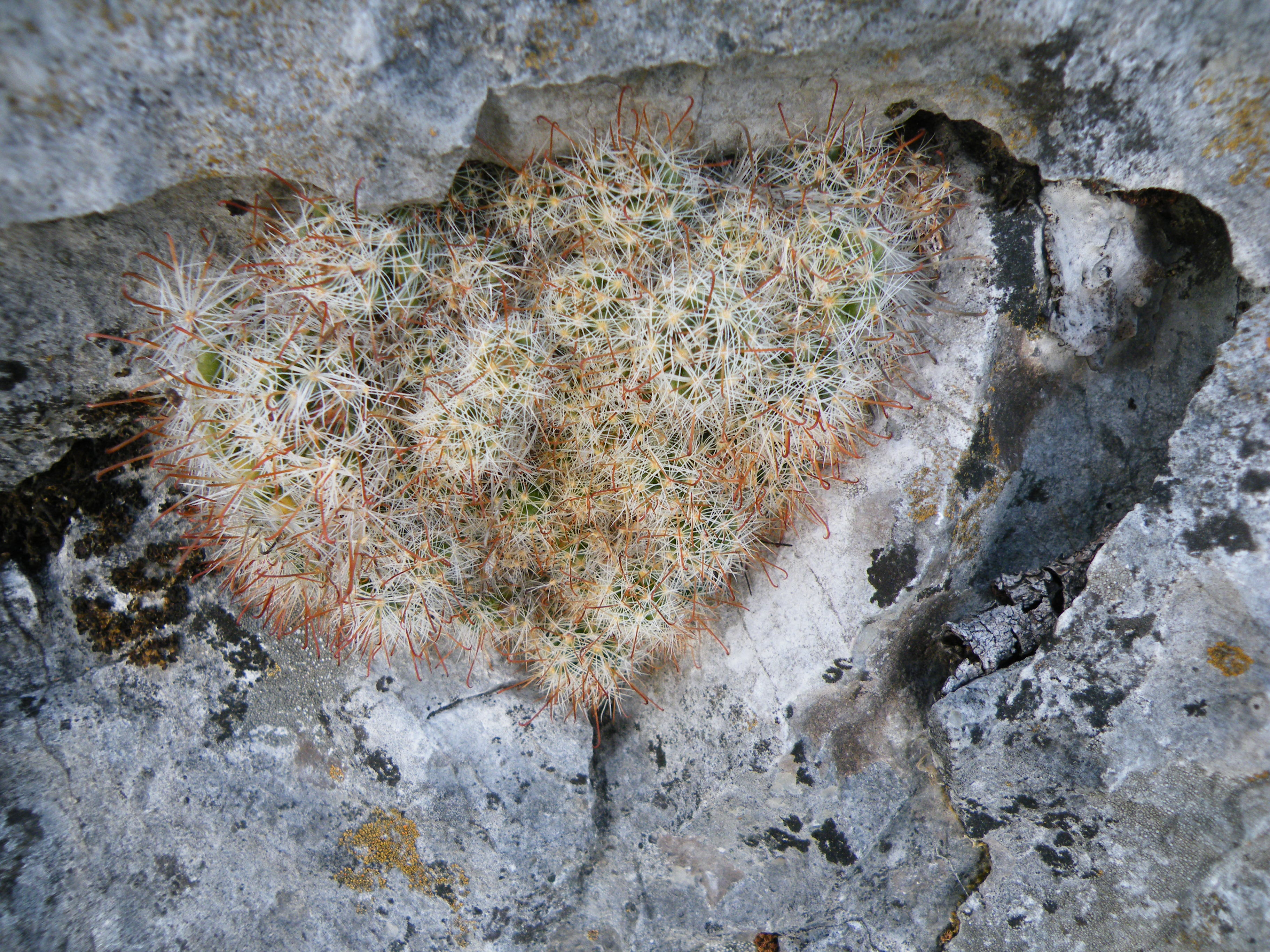
Mammillaria erythrosperma в скельній породі

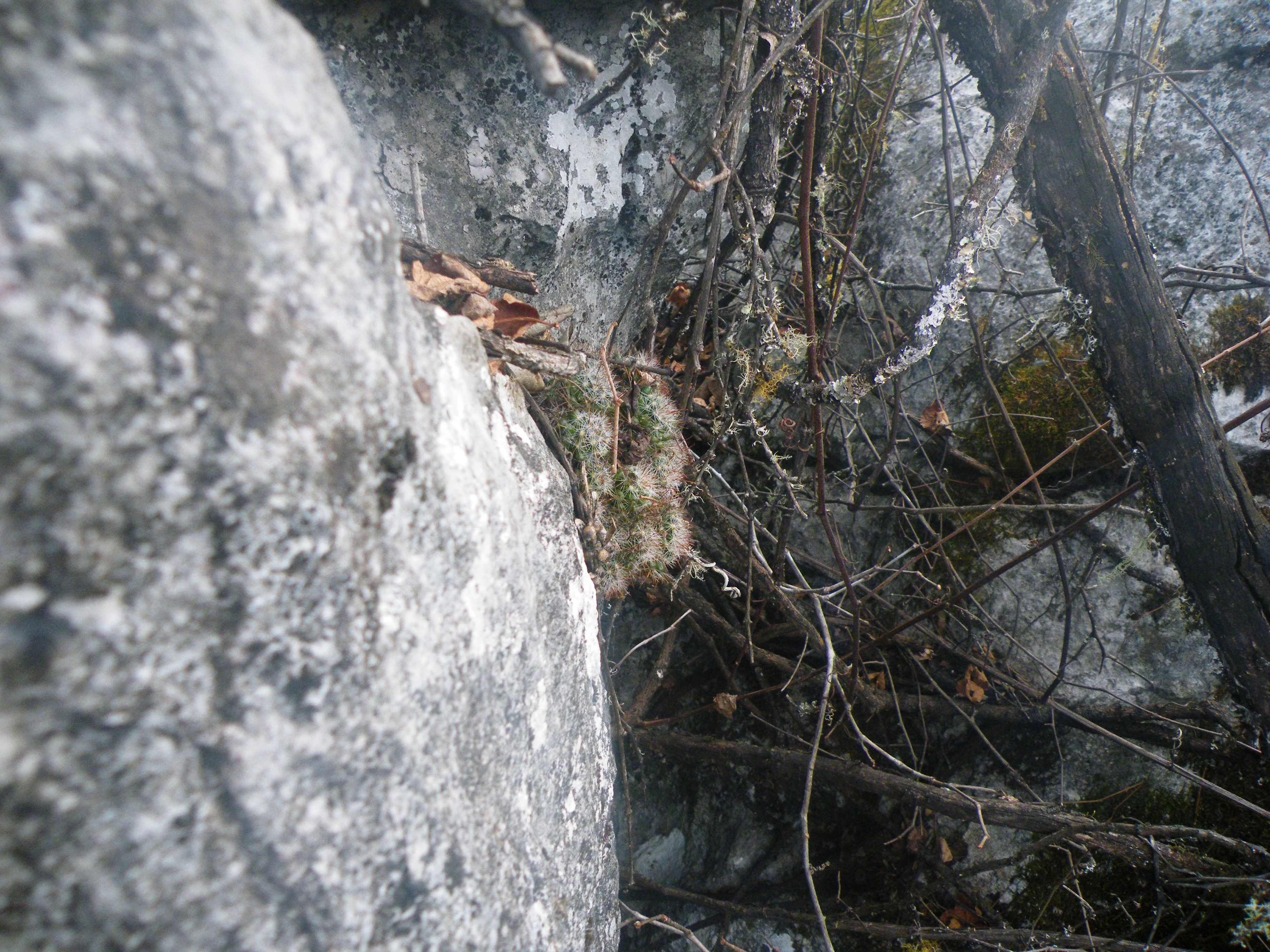
Місцезростання Mammillaria erythrosperma в природному середовищі на прямовисній скелі у Вальє-де-лос-Фантасмас

Ареал зростання — Мексика. Ендемічний вид для штату Сан-Луїс-Потосі. Ареал охоплює територію розміром 200 км² в районі С'єрра Альварес (Sierra Alvarez), в Долині Привидів (Valle de los Fantasmas) (ростуть на колонновидних скелях вапняку, які в сутінках при місячному світлі приймають зловісний вигляд). Пілбім описує, що бачив рослини, які ростуть прямо поруч з шосе, в тріщинах великих каменів вапняку. За думкою Пілбіма, це єдина рослина серії Stylothelae, що росте на вапняних, в той час як інші члени серії — на безвапнякових скелях. Іншою характерною ознакою є те, що в даному ареалі більшість представників серії невеликі, поодинокі рослини, але це становить виняток. Зростає на висотах від 2 000 до 2 400 м над рівнем моря.

## Морфологічний опис
Рослина формує великі групи.

 Стебло кулясте до коротко-циліндрового, 4-5 см заввишки і в діаметрі.

 Епідерміс темно-зелений.

 Маміли — циліндричні.

 Аксіли — зі схожими на волоски білими щетинками.

 Центральних колючок — 1-3, рідко 4, до 10 мм завдовжки, сама нижня з них з гачком, жовті з коричнево-червоними кінцями, в описі у Пілбема (Pilbem) темно-червонувато-коричневого відтінку, блідіші, жовтувато-коричневого відтінку в основі, іноді повністю цього відтінку.

 Радіальних колючок — 15-20, дуже тонкі, білі, довжиною 8-10 мм.

 Квіти — червоному-червоні, або темно-рожеві, іноді блідіші, до 15 мм довжиною й у діаметрі, маточка подібно відтінку квітки, або жовтий.

 Плоди — довгі, рожево-червоні.

 Насіння — темно-червоне до чорнуватого.

## Охоронні заходи
Mammillaria erythrosperma входить до Червоного Списку Міжнародного Союзу Охорони Природи видів, з найменшим ризиком (LC).
Хоча ця мамілярія піддавалася незаконному збиранню, та все ще має чисельні субпопуляції на порівняно великій площі понад 2500 км². Вид занесений у Мексиці до національного переліку видів, що перебувають під загрозою зникнення, де він включений до категорії «під загрозою».
Охороняється Конвенцією про міжнародну торгівлю видами дикої фауни і флори, що перебувають під загрозою зникнення (CITES).

## Утримання в культурі
Це одна з найпопулярніших рослин в ряді Stylothelae, в культивуванні.

 Рослина не представляє особливих труднощів, досить енергійно зростає великими групами.

 Добре цвіте красиво забарвленими, рожевими квітами.

 Потребує широкого посадкового посуду.

 Потребує додавання невеликої кількості вапна в ґрунт.

## Синоніми
- Mammillaria erythrosperma var. similis De Laet 1918
- Neomammillaria multiformis Britton & Rose 1923
- Mammillaria multiformis (Britton & Rose) Backeb. 1931
- Ebnerella erythrosperma (Boedeker) Buxbaum 1951
- Ebnerella multiformis (Britton & Rose) Buxbaum 1951
- Chilita erythrosperma (Boedeker) Buxbaum 1954